# Banja Loka
Banja Loka este o localitate din comuna Kostel, Slovenia, cu o populație de 35 de locuitori.